# 36 Arietis
36 Arietis este o stea din constelația Berbecul.
1. ↑  Gaia Early Data Release 3